# Gran viaducto de Weinan Weihe
El Gran Viaducto de Weinan Weihe es una parte de la línea de alta velocidad Zhengzhou-Xi'an que conecta las ciudades de Zhengzhou y Xi'an, en China. El puente tiene  79 732 m metros de longitud y cruza el río Wei en dos ocasiones, así como muchos otros ríos, carreteras y vías férreas.
El puente fue terminado en 2008, pero la línea de ferrocarril no se abrió hasta el 6 de febrero de 2010. Una vez terminado se convirtió en el puente más largo del mundo, siendo poco después superado por dos nuevos puentes sobre la línea de alta velocidad Pekín-Shanghái que se completaron en 2010 e inaugurada en 2011.